# Dasik
El dasik es un tipo de hangwa (dulce tradicional coreano), comido principalmente con el té coreano.
Se elabora con nongmal (que es almidón hecho de patata, batata o frijol chino remojado), polen de pino (songhwa), singamchae, sésamo negro, miel, harina de arroz u otros cereales, frutos secos o hierbas.
El dasik se amasa y prensa con los dasikpan (다식판), sellos decorativos para hacer patrones sobre él. Según los ingredientes, el dasik viene en diferentes colores, como blanco, amarillo, negro, verde, marrón o rojizo.